# Энсалада
Энсала́да (исп. ensalada, букв. «салат») — музыкальный жанр, разновидность кводлибета в Испании XVI века.

## Краткая характеристика
Энсалада — вокальный ансамбль на 4-6 голосов, преобладает четырёхголосие. Текстомузыкальная форма энсалад обычно реализуется как сюита из разных песен, с рефреном или без. Характерные стилевые черты: калейдоскопическое смешение (последовательное, реже одновременное) разных мелодий, чередование разделов моноритмической (старогомофонной) и имитационно-полифонической фактуры, чередование бинарной и тернарной мензур (условно — «двудольных и трёхдольных размеров»), наконец, чередование контрастных темпов. Встречается смешение текстов на разных языках: кастильском, итальянском, французском, португальском или латыни. В музыкальном воплощении текстов энсалады композитор нередко прибегает к звукоизобразительности. Современные интерпретации энсалады, как правило, выполняются с участием «исторических» музыкальных инструментов (дублирующих вокальные партии). Масштабы энсалад значительны, в отдельных «аутентичных» интерпретациях время их звучания приближается к 30 минутам.
Среди композиторов, писавших энсалады, первенство держит М. Флеча (сборник его энсалад напечатан в 1591 году, но репертуар сборника относится к первой половине XVI века), автор пьес El jubilate, La bomba, La negrina («Чернокожая»), La guerra («Битва»), El fuego («Пожар») и La justa («Поединок»). В энсаладе Ф. Пеньялосы Por las sierras de Madrid использованы в одновременности 4 различные мелодии на испанские тексты, объединяемые латинским рефреном (в басу) «Loquebantur variis linguis magnalia Dei». В ряде энсалад авторы музыки неизвестны.
О популярности энсалад свидетельствуют их обработки для виуэлы и др. инструментов (так называемые интабуляции), в том числе М. де Фуэнльяны, Д. Писадора, Э. де Вальдеррабано.

## Дискография
- 1987 Ensaladas: Flecha, Heredia, Arauxo // Hespèrion XX (Astrée ES 9961).
- 1994 La Justa. Madrigals and ensaladas from 16th century Catalonia // La Colombina (Accent 94103).
- 2009 Las Ensaladas. Praga 1581 (K 617 K617216).